# Robin Lawler
Joseph ("Robin") Lawler (28 augustus 1925 – 17 april 1988) was een Ierse professioneel voetballer die voor Home Farm FC, Distillery FC, Drumcondra FC, Transport FC, Belfast Celtic en Fulham FC uitkwam. Hij speelde ook acht wedstrijden voor het Iers voetbalelftal.